# Les Égorgeurs
Les Égorgeurs est un livre écrit par Benoist Rey, publié en 1961, qui fait le récit de l'expérience qu’il a vécue au cours de son service militaire pendant la Guerre d'Algérie.
Appelé durant l'été 1958, Benoist Rey effectue la première partie de son service en Allemagne avant d'être muté en Algérie en septembre 1959. Dans son livre, il relate ses activités, rencontres et impressions sur le terrain qu'il parcourt en tant qu'infirmier au sein d'un commando de chasse dans le Nord-Constantinois jusqu'en octobre 1960. Sans occulter les atrocités commises par l'adversaire, il note les exactions dues à certains militaires français, de carrière ou appelés,.
Benoist Rey écrit au début de son ouvrage : « Je tiens naturellement à la disposition de la justice les noms des personnes dont les initiales sont citées dans ce livre ».
Publié en avril 1961 par les Éditions de Minuit, le livre est saisi sans explication dès sa mise en vente.

## Éditions
- 1961 : Éditions de Minuit[4]
- 1999 : Éditions du Monde libertaire / Éditions Los Solidarios (Grand prix Ni Dieu ni maître en 1999) notice
- 2012 : Éditions Libertaires

## Sources
- Notices d'autorité :   - BnF (données)
- Centre international de recherches sur l'anarchisme (Lausanne) : Notice bibliographique